# Barrage de Salime
Le barrage de Salime est un barrage hydroélectrique situé sur le cours de la rivière Navia dans les communautés autonomes de la Galice et des Asturies. Il a été inauguré en 1954.

## Source de la traduction
- (es) Cet article est partiellement ou en totalité issu de l’article de Wikipédia en espagnol intitulé « Embalse de Salime » (voir la liste des auteurs).